# Nick Stahl

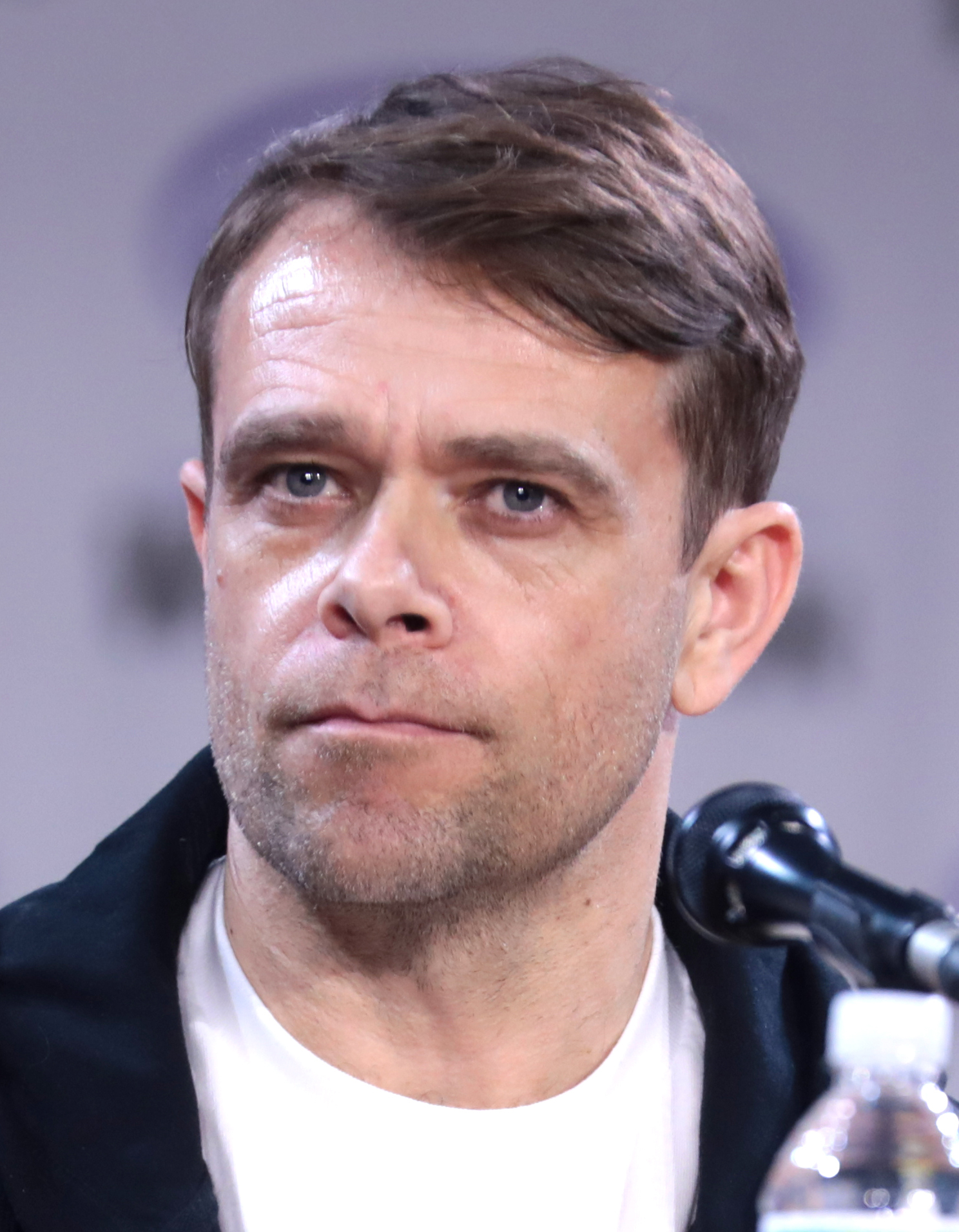
Nick Stahl (2023)

Nick Stahl (* 5. Dezember 1979 in Harlingen, Texas; eigentlich Nicolas Kent Stahl) ist ein US-amerikanischer Schauspieler.

## Leben
Bereits im Alter von zwölf Jahren hatte Stahl sein Fernsehdebüt in Stranger at My Door. Erste größere Aufmerksamkeit verschaffte ihm 1993 die Rolle des Chuck in Der Mann ohne Gesicht. Mel Gibson hatte Stahl persönlich für die Rolle ausgewählt. Die meisten seiner nächsten Filme waren jedoch keine großen Erfolge. Erst mit seinen Rollen in Dich kriegen wir auch noch! und Der schmale Grat machte er wieder von sich reden.
Im Jahr 2003 war Stahl in Terminator 3 – Rebellion der Maschinen als John Connor zu sehen. Bekannt wurde er schließlich durch die Hauptrolle des Ben Hawkins in der HBO-Serie Carnivàle, die in den USA zwischen 2003 und 2005 ausgestrahlt wurde. 2011 stand er gemeinsam mit Mia Kirshner, Devon Sawa und Charlotte Sullivan für Randall Coles Thriller 388 Arletta Avenue vor der Kamera. Bis einschließlich 2014 folgten noch einige Film- und Fernsehauftritte, außerdem war er als Produzent an der Serie Oh-My-Gleed! beteiligt. In den Jahren 2015 bis 2018 trat er schauspielerisch nicht mehr in Erscheinung.
2019 wurden zwei und 2020 eine mit ihm besetzte Produktion veröffentlicht. 2022 spielte er unter der Regie von Kenneth Requa an der Seite von Jason Francisco Blue und Emmett Hunter in der AMC+-Miniserie Fear the Walking Dead: Dead in the Water nochmal die Figur des Jason Riley, die er ein Jahr zuvor schon in der Hauptserie Fear the Walking Dead verkörpert hatte.

## Filmografie
- 1991: Wettlauf mit dem Tod (Stranger at My Door, Fernsehfilm)
- 1992: Schuld kennt kein Vergessen (Woman with a Past, Fernsehfilm)
- 1993: Der Mann ohne Gesicht (The Man Without a Face)
- 1994: Blutsbande – Eine Familie zerbricht (Incident in a Small Town, Fernsehfilm)
- 1994: Safe Passage
- 1995: Pecos Bill – Ein unglaubliches Abenteuer im Wilden Westen (Tall Tale: The Unbelievable Adventure of Pecos Bill)
- 1995: Blue River (Fernsehfilm)
- 1996: Geschändet – Ein Sohn unter Verdacht (My Son Is Innocent, Fernsehfilm)
- 1996: Out of Order (Webserie, eine Episode)
- 1997: Das Auge Gottes (Eye of God)
- 1997: Ein Wink des Himmels (Promised Land, Fernsehserie, Episode 1x21)
- 1998: Dich kriegen wir auch noch! (Disturbing Behavior)
- 1998: Soundman
- 1998: Hercules (Fernsehserie, Episode 1x26, Sprechrolle)
- 1998: Der schmale Grat (The Thin Red Line)
- 1999: Seasons of Love (Fernsehserie, 2 Episoden)
- 2000: Sunset Strip
- 2001: In the Bedroom
- 2001: The Sleepy Time Gal
- 2001: Bully – Diese Kids schockten Amerika (Bully)
- 2001: Lover’s Prayer
- 2002: Taboo – Das Spiel zum Tod (Taboo)
- 2002: Wasted (Fernsehfilm)
- 2003: Bookies
- 2003: Terminator 3 – Rebellion der Maschinen (Terminator 3: Rise of the Machines)
- 2003: Twist
- 2003–2005: Carnivàle (Fernsehserie, 24 Episoden)
- 2005: Sin City
- 2006: The Night of the White Pants
- 2007: How to Rob a Bank
- 2008: Quid Pro Quo
- 2008: Sleepwalking
- 2009: My One and Only
- 2009: Law & Order: Special Victims Unit (Fernsehserie, Episode 10x22)
- 2010: Meskada
- 2010: Das Chamäleon (Le Caméléon)
- 2010: Burning Palms
- 2010: Everything Will Happen Before You Die
- 2010: Mirrors 2
- 2010: Kalamity
- 2010: Dead Awake
- 2011: The Speed of Thought
- 2011: Afghan Luke
- 2011: 388 Arletta Avenue
- 2011: On the Inside
- 2011: Locke & Key (Fernsehfilm)
- 2012: House of Lies (Fernsehserie, Episode 1x04)
- 2012: Body of Proof (Fernsehserie, 2 Episoden)
- 2012: 388 Arletta Avenue Xtra (Kurzfilm)
- 2014: Away from Here
- 2019: III
- 2019: The Murder of Nicole Brown Simpson
- 2020: Hunter Hunter
- 2021: Fear the Walking Dead (Fernsehserie, 4 Episoden)
- 2021: What Josiah Saw
- 2023: Confidential Informant
- 2023: Tiny Beautiful Things (Miniserie)

- 2025: Keep Quiet